# 26 Pułk Piechoty (PSZ)
26 Pułk Piechoty (26 pp) – oddział piechoty Polskich Sił Zbrojnych w ZSRR.

## Formowanie i zmiany organizacyjne
W dniu 10 stycznia 1942 roku dowódca 9 Dywizji Piechoty wydał Rozkaz Organizacyjny Nr 1, na jego podstawie wskazano wstępną obsadę dowódczą i strukturę organizacyjną dywizji. Jako jeden z dwóch pułków piechoty dywizji, powołano 26 pułk piechoty, wyznaczono dowódcę ppłk Franciszka Gudakowskiego, a jako zawiązek wydzielono oficerów, podoficerów i kilkudziesięciu szeregowych z 6 Dywizji Piechoty w Tockoje. W dniach 13 – 20 stycznia 1942  zalążek pułku przybył transportem kolejowym do miejscowości Margełan na terytorium Uzbeckiej Socjalistycznej Republiki Radzieckiej. Jako miejsce formowania pułku wskazano miejscowość Taszłak (4 km od Margełan). Pod koniec stycznia rozpoczęto przyjmowanie ochotników i poborowych oraz formowanie pułku. Oddział był organizowany według etatów brytyjskich. Równocześnie z napływem wcielanych żołnierzy wybuchła epidemia tyfusu plamistego. W okresie lutego i marca 1942  prowadzono pracę organizacyjną, wcielano poborowych i starano się poprawić warunki sanitarno-epidemiologiczne i żywnościowe. W pełni umundurowano stan osobowy, natomiast nie otrzymano żadnego uzbrojenia i wyposażenia. Proces formowania nie został zakończony. W ramach I ewakuacji Armii Polskiej, 26 pułk piechoty poprzez Krasnowodzk 24 marca 1942  został przewieziony drogą morską do Pahlevi w Iranie. Następnie w maju przewieziono go do Palestyny. W Palestynie 26 pułk piechoty rozwiązano, a żołnierze weszli w skład formowanej 2 Brygady Strzelców Karpackich.

## Żołnierze pułku
- dowódca pułku – ppłk piech. Franciszek Gudakowski
- zastępca dowódcy pułku – mjr Stanisław Kobyliński
- dowódca I batalionu – kpt. Antoni Piotrowski
- dowódca II batalionu – kpt. Leonard Filemonowicz